# Don Broco
Don Broco (stylisé en DON BROCO) est un groupe de rock britannique originaire de Bedford au Royaume-Uni formé en 2008. Le groupe se compose de Rob Damiani (chanteur), Simon Delaney (guitariste), Tom Doyle (bassiste) et Matt Donnelly (batteur et chœurs). Adam Marc les accompagne notamment en tournée pour les chœurs et le clavier.

## Carrière musicale

### Formation et début de carrière (2008-2010)
Matt Donnelly, Rob Damiani, Simon Delaney et leur ancien bassiste, Luke Rayner sont tous les quatre allés au même lycée, le Bedford Modern High School. Mais ce n'est qu'à partir de leur dernière année à l'université qu'ils ont décidé de former un groupe. En effet, ils ont à un moment eu accès aux coulisses du festival de Reading, et voir comment cela se passe de l'autre côté a été un déclic pour eux. C'est ce qui les a poussés à créer un groupe.
À l'origine, ils voulaient s'appeler « Don Loco » parce qu'ils aimaient l'association de ces mots. Mais un rappeur utilisait déjà ce nom. Au moment de choisir leur nom de groupe, Simon avait le poignet cassé et Rob, pour se moquer de lui, l'a appelé « Don Broke-o » qui est resté et s'est transformé en « Don Broco ».
En 2008, Don Broco sort son premier EP, « Living The Dream ». Puis, le 4 novembre 2008 sort un second EP sous le titre « Thug Workout ». Tous deux sont maintenant sous le label EmuBands,.
Au cours de l'année 2009, Don Broco se produit à de nombreux festivals comme Camden Crawl, Boardmasters, Underage, Download et au Sonisphere. Ils retourneront jouer au Underage en 2010.
En 2010, le groupe décide de réaliser une vidéo avec ses propres moyens. Il s'agit du clip de « Thug Workout », vidéo qui a en quelque sorte contribué à leur succès en ligne.
C'est aussi en cette année qu'ils jouent en première partie du groupe Enter Shikari
Don Broco joue également au festival « Underage » au Victoria Park, à Londres, en 2009 et 2010. Il joue au « Sonisphere Festival » en 2010 dans la « Red Bull Bedroom stage ». Le groupe joue ensuite pour Enter Shikari à deux fêtes de Noël au Hatfield Forum en décembre 2010. Don Broco joue dans un festival local appelé « Amersham Summer Festial».   
En 2016, Don Broco fait la première partie du groupe de rock Bring Me The Horizon sur leur tournée britannique, en jouant sur des scènes telles que celle du O2 Arena.

### Big Fat Smile(2011)
Le 14 février 2011, le groupe sort un autre EP nommé « Big Fat Smile » sous le label EmuBands, sur lequel on peut trouver 6 chansons. C'est de cet EP que sont issus leurs singles « Dreamboy » et « Beautiful Morning ».
En avril 2011, Don Broco fait la première partie du groupe We Are The Ocean au Royaume-Uni. La même année, ils se produisent pour la première fois au festival Slam Dunk, ainsi qu'à Reading et à Leeds. Et ils retournent également au Sonisphere et au Download.
Durant l'été 2011, Don Broco joue dans de nombreux festivals anglais tels que le « Download Festival », le « Sonisphere Festival »,  le « Heavy Festival », le « Liverpool Sound City », le « Slam Dunk Festival », le « Great Escape Festival » ainsi que « Reading & Leeds Festival » sur la scène de la BBC dans le but de présenter des programmes pour la région de Bedford d'où le groupe est originaire. 
Une vidéo accompagnant la chanson "We Are On Holiday" présente comme deuxième piste sur le single "Dreamboy", est sortie en aout 2011. 

### Priorities(2012-2013)
2012 est une année à succès pour le groupe. En effet, Don Broco a signé avec Search and Destroy Records, qui est une collaboration entre Raw Power Management et Sony Music Entertainment.
C'est donc sous Sony Music Entertainment que sort leur premier album, « Priorities ». Il offre 11 chansons dont leurs singles « Priorities », « Hold On » et « Whole Truth ».
Don Broco joue en première partie de Four Year Strong lors de leur tournée britannique en janvier et février 2012 . À ce moment, avant la sortie de leur premier album, Luke Rayner décide de quitter le groupe à cause de problèmes d’engagements et de divergences d’intérêts. Cependant il est toujours en bons termes avec le groupe. Le groupe joue au Hit the Deck festival à Bristol et Nottingham, au Great Escape festival à Brighton, au Slam Dunk festival à Leeds, au Hertfordshire à Cardiff, et au Redfest.
Don Broco trouve un bassiste pour remplacer Tom Doyle. En avril, le groupe joue avec You Me At Six à Dublin et à Belfast durant les dates prévues en Irlande de la tournée britannique de You Me at Six. Le groupe remplace ceux initialement prévus : Kids In Glass Houses, The Skints et Mayday Parade. Cependant, la tournée irlandaise est reprogrammée parce que Josh Francheschi souffre d'une angine. Le groupe joue ensuite avec The Used lors de leur tournée britannique en avril/mai ainsi qu’avec Marmozets. Le groupe sort son deuxième single « Actors », le même jour que leur premier album. Le 20 septembre de la même année, le troisième single « Hold On » est révélé au public. En octobre 2012, le groupe est en tournée avec Lower Than Atlantis et The Dangerous Summer. En novembre 2012, Don Broco est annoncé comme ajout final à l’affiche du Rock Sound Riot Tour 2012 avec Billy Talent et Awolnation. 
En février 2013, le groupe commence sa première tournée en tête d’affiche, tournée qui s’étale de février à avril en Grande-Bretagne. Pour les dates de février et mars, ils sont accompagnés de Mallory Knox et Hey Vanity. Le 3 février, toutes les dates du mois février sont annoncées comme sold-out. Pour les dates d’avril, ils sont accompagnés de Pure Love et de Decade. Le 30 mars 2013, Don Broco joue en tête d’affiche au Radstock Festival à l’O2 Academy de Liverpool. Durant le week-end du 23 août 2013, Don Broco joue sur la scène principale du Reading & Leeds Festival. Le groupe finit l’année 2013 en sortant un single exclusif intitulé « You Wanna Know » qui sortira aussi sur un EP regroupant plusieurs versions remixées de la chanson.

### Automatic(2014-2016)
Le groupe, ne voulant pas se précipiter pour écrire un deuxième album, décide d'y consacrer cette année 2014.
À la fin de l'année 2014, Don Broco sorti le clip de la chanson « Money, Power, Fame » qui sera un des titres du second opus « Automatic ».
L'album « Automatic » sort le 7 août 2015.
En février 2016, Don Broco annonce qu'ils se joignent au groupe Bring Me The Horizon pour faire leur première partie sur quelques concerts. Puis, le mois suivant, le groupe annonce sa participation à quelques dates sur la tournée Sounds Live Feels Live du groupe 5 Seconds Of Summer, toujours en tant première partie.
Le groupe se produit une dernière fois avant la fin de l'année 2016, le 17 décembre à Hatfield, au Royaume-Uni pour le Blax Xmas Ball. Il consacre alors une bonne partie de son temps à écrire le troisième album et à faire sa promotion aux États-Unis puisqu'ils ont récemment signé avec le label américain SharpTone Records.

### Technology (2017 - 2020)
Don Broco sort le single et le clip de "Everybody" le 16 juillet 2016. Ils sortent ensuite cinq singles "Pretty", "Technology", "Stay Ignorant", "T-Shirt Song" and "Come Out to LA" tous provenant de leur troisième album Technology. Ce dernier sort le 2 février 2018 avec le label SharpTone Records.
Le 6 septembre 2019, le groupe sort deux versions du single "Action". La première est jouée par le groupe tandis que la deuxième est en featuring avec Caleb Shomo (Beartooth), Tyler Carter (Issues), Taka Moriuchi (One Ok Rock) et Tilian Pearson (Dance Gavin Dance).  

### Amazing Things (depuis 2021)
En mai 2021, le groupe annonce la sortie de son nouvel album, intitulé Amazing Things et prévue pour le 17 septembre de la même année, toujours avec le label Sharptone Records. Ils dévoilent également le titre Manchester Super Reds No.1 Fan. 

## Style musical et influences
Le groupe se décrit comme groupe de rock même s'ils déclarent clairement que leur musique est une variété de plusieurs genres.
Parmi leurs influences musicales, on peut retrouver Funeral for a Friend, Linkin Park, Biffy Clyro, Young Guns ou encore Mallory Knox. 
Leur style a souvent été comparé aux genres comme le rock alternatif, le pop rock ou le post-hardcore ; les critiques de AltSounds disent de leur album « Priorities » qu’il mixe des éléments des 3 genres. Une critique d’Aly Ryland continue en expliquant que quelques chansons ont un certain groove, surtout « Hold On »: « le groove sexy est appuyé par le charisme du chanteur et la franchise des paroles à propos d’une rencontre rapprochée avec la gent féminine ». AlreadyHeard dit que l’album est très proche du rock alternatif tout en soulevant la gamme des différentes émotions, allant des chansons énergiques aux chansons « insolentes » . Une critique du concert du groupe au Leeds Festival en 2013 réalisée par Virtual Festival proclame que le changement de son par rapport à leurs premiers EP "Living The Dream" et "Thug Workout" a été substantiel car de nombreuses personnes dans le public étaient insatisfaites des nouvelles chansons adoucies par un tempo plus lent et l’écriture des paroles se rapprochent d’une lettre d’amour. 
RocksFreaks.net dit de l’EP Thug Workout qu’il est une demi-mixture de métal et de post-hardcore ainsi qu’une demi-mixture de couplets à moitié rapés et de cris. On compare le son à celui du groupe A Day To Remember. La critique pour le troisième EP « Big Fat Smile » l’a considéré comme un album de rock avec des éléments de pop rock. Rocksound dit de l’EP qu’il est : « un bon mélange de riffs typiquement Brit-Rock, des paroles sarcastiques et de petites pointes de pop joviale. ». « Alter The Press ! »Soutient aussi cette critique en considérant le groupe, comme beaucoup d’autres, « Groupe de rock Britannique espoir de l’année 2011 »

## Concert en France
Dans le cadre de leur propre première tournée européenne, Don Broco s'est produit à la Maroquinerie le 23 octobre 2016. Le concert devait initialement se dérouler à la Boule Noire mais en raison de la forte demande des fans, le groupe a opté pour la Maroquinerie, une salle plus grande.Le groupe anglais The One Hundred et le groupe français Merge se sont joints à Don Broco sur cette tournée en tant que premières parties.
Le 11 mars 2023, Don Broco se produit au Cabaret Sauvage, en co-headline avec le groupe de post-hardcore américain Sleeping With Sirens. La première partie de ce concert à guichet fermé était assuré par Ocean Grove.

## Membres
- Rob Damiani, chanteur (2008 - présent)
- Matt Donnelly, batteur et choeurs (2008 - présent)
- Simon Delaney, guitariste (2008 - présent)
- Tom Doyle, bassiste (2012 - présent)

Tournée
- Adam Marc, clavier et choeurs (2014 - présent)

Ancien membre
- Luke Rayner, bassiste (2008 - 2012)

## Discographie

### Extended Plays
| Titre            | Date de sortie  | Chansons                                                                                       |
| ---------------- | --------------- | ---------------------------------------------------------------------------------------------- |
| Living The Dream | 2008            | 1. Living The Dream 2. Big Game 3. Chemistry                                                   |
| Thug Workout     | 4 novembre 2008 | 1. Watcha Gonna Do? 2. Thug Workout 3. Danny Boy                                               |
| Big Fat Smile    | 14 février 2011 | 1. Dreamboy 2. Metalface 3. Beautiful Morning 4. Top Of The World 5. I'm Good 6. Do What We Do |

### Albums
| Titre          | Date de sortie    | Chansons |
| -------------- | ----------------- | --- |
| Priorities     | 13 août 2012      | 1. Priorities 2. Hold On 3. Yeah Man 4. Here's The Thing 5. Whole Truth 6. Fancy Dress 7. In My World 8. Back In The Day 9. You Got It Girl 10. Let's Go Back To School 11. Actors                                                       |
| Automatic      | 7 août 2015       | 1. Superlove 2. Automatic 3. What You Do to Me 4. Fire 5. Nerve 6. Let You Get Away 7. I Got Sick 8. Keep On Pushing 9. Tough On You 10. Further                                                                                         |
| Technology     | 02 février 2018   | 1. Technology 2. Stay Ignorant 3. T-Shirt Song 4. Come Out to La 5. Pretty 6. The Blues 7. Tightrope 8. Everybody 9. Greatness 10. Porkies 11. Got to Be You 12. Good Listener 13. Y 14. Something to Drink                              |
| Amazing Things | 17 septembre 2021 | 01. Gumshield 02. Manchester Super Reds No.1 Fan 03. Swimwear Season 04. Endorphins 05. One True Prince 06. Anaheim 07. Uber 08. How Are You Done With Existing? 09. Bruce Willis 10. Revenge Body 11. Bad 4 Ur Health 12. Easter Sunday |

### Singles
| Année | Titre                          | Album/EP       |
| ----- | ------------------------------ | -------------- |
| 2011  | Beautiful Morning              | Big Fat Smile  |
| 2011  | Dreamboy                       | Big Fat Smile  |
| 2012  | Priorities                     | Priorities     |
| 2012  | Hold on                        | Priorities     |
| 2013  | Whole Truth                    | Priorities     |
| 2013  | You Wanna Know                 | Automatic      |
| 2015  | Automatic                      | Automatic      |
| 2015  | Superlove                      | Automatic      |
| 2016  | Everybody                      | Technology     |
| 2017  | Pretty                         | Technology     |
| 2017  | Technology                     | Technology     |
| 2017  | Stay Ignorant                  | Technology     |
| 2017  | T-Shirt Song                   | Technology     |
| 2017  | Come Out to LA                 | Technology     |
| 2018  | Greatness                      | Technology     |
| 2019  | Half Man Half God              | /              |
| 2019  | Action                         | /              |
| 2021  | Manchester Super Reds No.1 Fan | Amazing Things |
| 2021  | Gumshield                      | Amazing Things |
| 2021  | One True Prince                | Amazing Things |

### Clips
| Année | Chanson                        | Réalisateur      | Lien |
| ----- | ------------------------------ | ---------------- | ---- |
| 2009  | Thug Workout                   | Don Broco        |      |
| 2011  | Beautiful Morning              | Lawrence Hardy   |      |
| 2011  | We're On Holiday               | Lawrence Hardy   |      |
| 2012  | Priorities                     | Don Broco        |      |
| 2012  | Actors                         | Don Broco        |      |
| 2012  | Hold On                        | Don Broco        |      |
| 2012  | Fancy Dress                    | Don Broco        |      |
| 2013  | Whole Truth                    | Don Broco        |      |
| 2013  | You Wanna Know                 | Daniel Broadley  |      |
| 2014  | Money, Power, Fame             | Don Broco        |      |
| 2015  | Automatic                      | Don Broco        |      |
| 2015  | Superlove                      | Don Broco        |      |
| 2015  | Nerve                          | Don Broco        |      |
| 2016  | Everybody                      | Dominar Films    |      |
| 2017  | Pretty                         | Dominar Films    |      |
| 2017  | Technology                     | Dominar Films    |      |
| 2017  | Stay Ignorant                  | Dominar Films    |      |
| 2017  | T-Shirt Song                   | Dominar Films    |      |
| 2017  | Come Out to LA                 | Dominar Films    |      |
| 2018  | Greatness                      | Dominar Films    |      |
| 2019  | Half Man Half God              | A-Sidefilms      |      |
| 2019  | Action                         | Benjamin Roberds |      |
| 2021  | Manchester Super Reds No.1 Fan | Do Not Entry     |      |